# مونشهوفه
مونشهوفه (به آلمانی: Münchehofe) یک شهر در آلمان است که در دامه-اشپریوالد واقع شده‌است. مونشهوفه ۵۲۸ نفر جمعیت دارد.